# Олександр Гудзоватий
Олександр Гудзоватий (пол. Aleksander Gudzowaty, нар. 22 вересня 1938 в Лодзі, пом. 14 лютого 2013 у Варшаві) — польський підприємець, голова фірми Bartimpex, мільярдер.
Значну частину свого статку Гудзоватий заробив на угодах з російським газовим монополістом «Газпром».
Створена бізнесменом фірма Bartimpex у 1990-х купувала газ у Газпрому для польської держкомпанії PGNiG, розплачуючись за паливо продуктами харчування та промтоварами.
В 1997 став одним з трьох поляків, які потрапили в рейтинг найвпливовіших людей світу, який склав американський журнал Global Finance.
У 2008 капітал Гудзоватого, за оцінками журналу Wprost, доходив до позначки в майже чотири мільярди злотих (близько $1,3 млрд). На той момент бізнесмен займав дев'ятий рядок серед найбагатших поляків. У 2012 його статки оцінювалися в $1,5 млрд.
Був знаменитий зв'язками з політиками: зокрема був спонсором президентської кампанії засновника руху Солідарність Леха Валенси.
Мав тривалі робочі відносини з екс-керівником Газпрому Ремом Вяхирєвим.